# ハンドヘルドコンピュータ

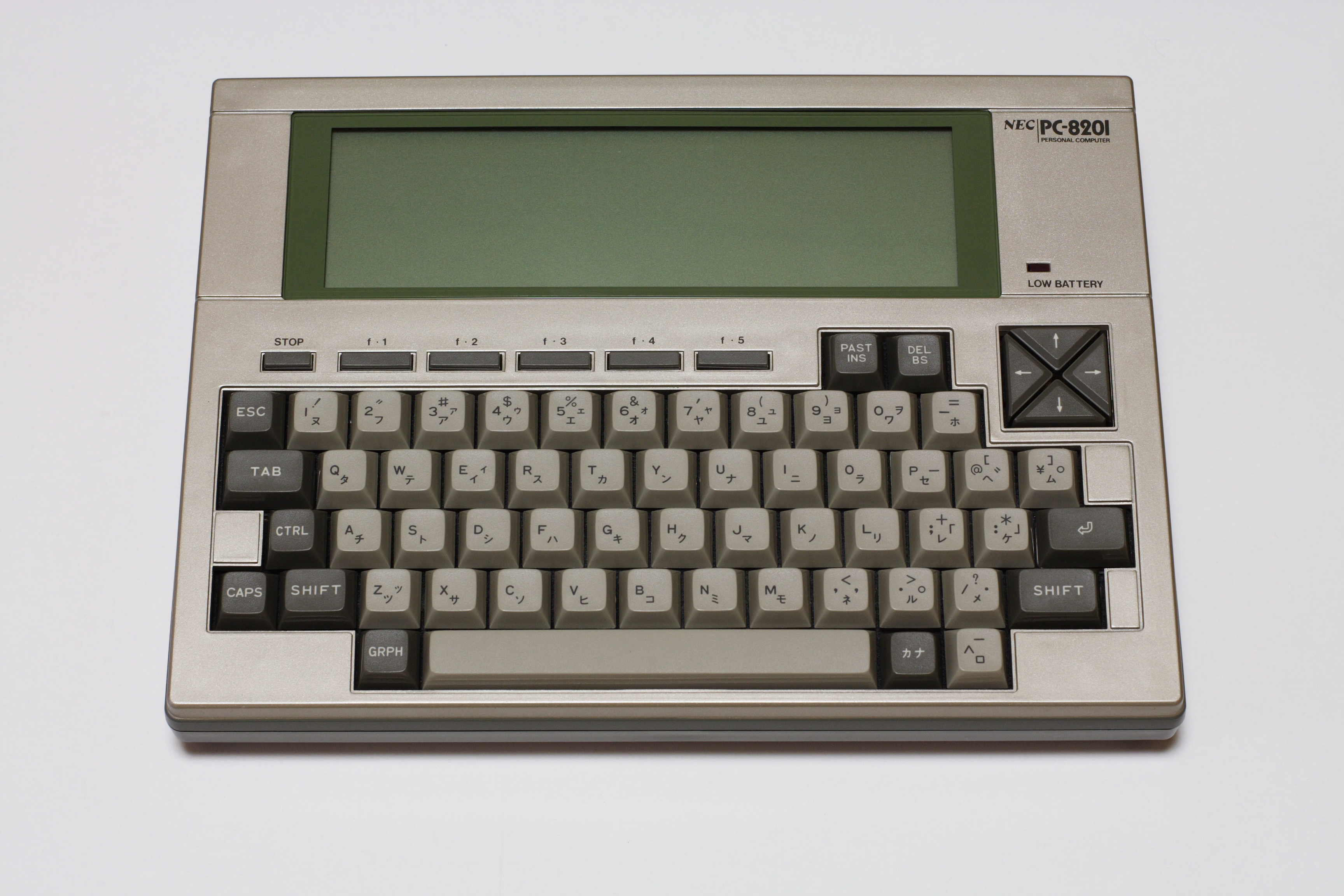
NEC製PC-8201
1983年発売で8ビットパソコンの機能縮小版として開発された

ハンドヘルドコンピュータ (Handheld Computer) とは、持ち運べる程度の小型サイズの「携帯情報端末」のこと。通常は、フルキーボードを備えながらもノートパソコンより小さいものや、キーボードがなく縦長の手帳型をしたもの（「パームサイズコンピュータ」）を指す。場合によっては、ノートパソコン、ポケットコンピュータなど形状を問わず、携帯型のコンピュータ全般を指す。この用法については広義のモバイルを参照。
PDAという単語が普及・定着する以前によく使用されたが、日本では次第に使用されなくなっていった。米国では比較的使用されていたが、PDAから派生したスマートフォンの普及により米国ではスマートフォン以外の携帯型コンピュータや携帯型ゲーム機を指してよく使用される用語になっており、日本でもPDAという単語は使用されなくなり、ハンドヘルドは米国と同様の意味で使われている。
ハンドヘルドPCという名称は、1996年から2000年代初頭までマイクロソフト社が、キーボードを持ちWindows CEオペレーティングシステムを搭載した小型コンピュータのカテゴリーを表すために使用していたものである。

## 歴史
1981年、Osborne 1が発売された。持ち運び可能な世界初のコンピュータだが、重さが12kgもあり、バッテリー駆動ではなかった。
1982年、エプソンがハンドヘルドコンピュータHC-20を発売。これが世界初のA4サイズのハンドヘルドコンピュータである。キーボードと液晶ディスプレイ、プリンタ、RS-232Cポートを備えていた。
ハンドヘルドコンピュータ市場を作ったと言えるのは、タンディラジオシャックから1983年に発売された TRS-80 model 100 である。この機種の成功により、各社がこぞってハンドヘルドコンピュータの市場に参入した。その中には、NEC の PC-8201、カシオ計算機 の FP-200、シャープの PC-5000、三洋電機のPHC-8000(69,800円)、パナソニックのRL-H1400、キヤノンのX-07などが含まれる。しかし、当時のマイクロプロセッサで可能なことは限られており、ディスプレイの性能も十分とは言えなかったため広く普及したとは言えず、あくまでもニッチな市場に過ぎなかった。これら先駆者は「手のひらサイズ」とは言えないもので、むしろラップトップパソコンやノートパソコンにつながるものと考えるべきである。
もうひとつの流れとして、電卓から進化したポケットコンピュータの系統がある。

## MicrosoftのハンドヘルドPC規格
ハンドヘルドPC (Handheld PC) はマイクロソフトの用語であり、Windows CEを搭載したPDA（Personal Digital Assistant）端末用のハードウェア設計の正式名称であった。
マイクロソフトの定義するハンドヘルドPCの条件は以下の通り。
- マイクロソフトのWindows CE (Handheld PC Platform Release) が搭載されている
- OEM Platform Releaseとしてアプリケーションをバンドルできる
- ROMを使用
- 640×240 - 640×480あるいはそれ以上の画面解像度のディスプレイを持つ
- キーボードを装備
- CFスロットを装備
- PCMCIAスロットを装備
- 赤外線通信ポート(IrDA)を装備
- シリアルポートかUSBポートを装備

ほとんどのものは、簡易webブラウザ、メールソフトを搭載し、パソコン用の文書制作および表計算ソフトで生成されるものと同じファイル形式を扱えるソフトを搭載しているものも多い。横長のモノクロまたはカラーの液晶が搭載されている。当時既に完成していた技術をただ組み合わせただけのものであり、機能的には何ら見るべきものがなく、結局優れたソフトも登場しないまま短期間で消滅した。
機種としてはNECの「モバイルギア」、シャープの「テリオス」、カシオの「カシオペア」、日本ビクターの「インターリンク」、日立製作所の「ペルソナ」、ヒューレット・パッカードの「Jornada」、NTTドコモが販売する「シグマリオン」（製造はNEC）などが代表格だが、いずれも生産終了している。